# Ouled Haffouz
Ouled Haffouz, Ouled Hafouz o Aouled Hafouz (àrab: أولاد حفوز, Ūlād Ḥaffūz) és una ciutat de Tunísia a la governació de Sidi Bouzid, situada uns 29 km a l'est de la ciutat de Sidi Bou Zid. Té una població de 7.000 habitants i és capçalera d'una delegació amb 25.640 habitants. És a la vora d'un llarg rierol (Oued Chelif) que té origen a les muntanyes occidentals però que sovint baixa sec.

## Economia
La seva activitat econòmica està basada en l'agricultura, amb cultiu massiu de cereals i llegums i plantacions d'oliveres de secà.

## Infraestructures
Té un centre per a discapacitats finançat per l'estat.

## Administració
Com a delegació o mutamadiyya, duu el codi geogràfic 43 62 (ISO 3166-2:TN-12) i està dividida en nou sectors o imades:
- Ouled Haffouz (43 62 51)
- Dheouibet Sud (43 62 52)
- Sidi Khelif (43 62 53)
- El Henia (43 62 54)
- Kassouda (43 62 55)
- El Mebarkia (43 62 56)
- Ech-Cheouachia (43 62 57)
- Sidi Ellafi (43 62 58)
- Dheouibet Nord (43 62 59)

Al mateix temps, forma una municipalitat o baladiyya (codi geogràfic 43 20).